# Akysis galeatus
Akysis galeatus es una especie de pez de la familia Akysidae en el orden de los Siluriformes.

## Morfología
• Los machos pueden llegar alcanzar los 2,8 cm de longitud total.
- Número de  vértebras: 30-33.[1]

## Distribución geográfica
Se encuentran en Asia: Sumatra (Indonesia).